# Кёльнский зоопарк
Кёльнский зоопарк (нем. Zoologischer Garten Köln — Зоологический сад Кёльна) занимает площадь 20 гектар. На данной площади представлены более 10 576 животных 842 видов. Был основан в 1860 году и является третьим старейшим зоопарком Германии. С посещаемостью 1,7 миллиона посетителей в год является пятым по популярности в Германии.

## Живая природа в Кельнском зоопарке
Места обитания животных в Кёльнском зоопарке максимально приближены к естественной среде обитания, что позволяет животным оставаться активными на протяжении всего дня.